# Bahnhofsbrücke Warnemünde

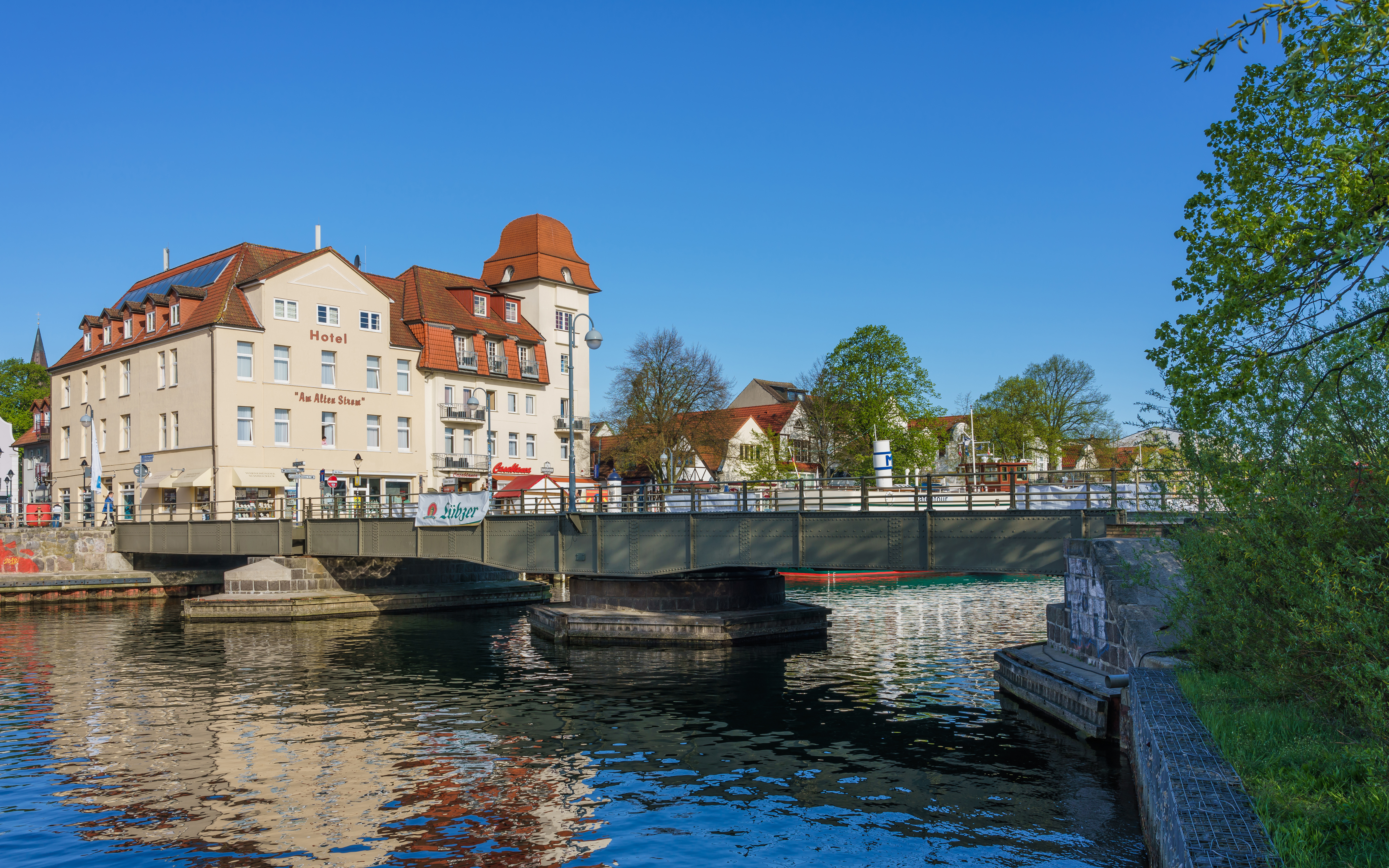
Bahnhofsbrücke Warnemünde

Die Bahnhofsbrücke im Ostseebad Warnemünde verbindet über den Alten Strom hinweg den Warnemünder Bahnhof auf der Mittelmole und den westlich gelegenen Ortskern.
Im Jahre 1903 als Drehbrücke über den bis Anfang des 20. Jahrhunderts einzigen Seekanal zum Rostocker Stadthafen erbaut, fungiert sie als reine Fußgängerbrücke und in der Sommersaison überqueren täglich mehr als 20.000 Fußgänger und Radfahrer dieses Bauwerk, was sie zu einem der wichtigsten Verbindungswege im nördlichsten Stadtteil von Rostock macht.

## Geschichte

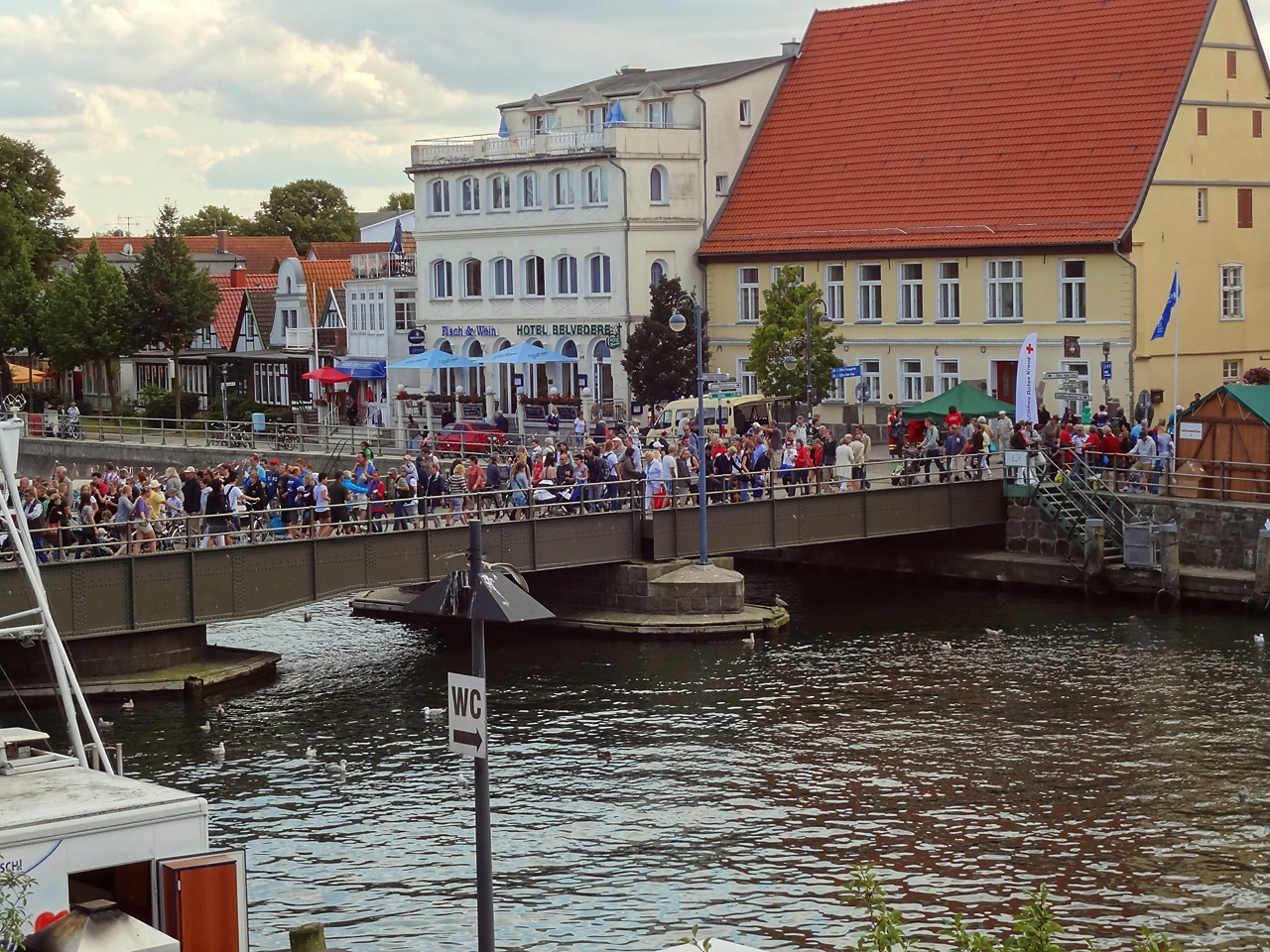
Drehbrücke über den Alten Strom

Die Bahnhofsbrücke ist eines der Warnemünder Wahrzeichen und ein technisches Denkmal aus den Anfangsjahren des 20. Jahrhunderts. Zu dieser Zeit wurden die Wasserwege in Warnemünde umfangreich umgebaut und der Neue Strom als Seekanal ersetzte von nun an die Verbindung über das Wasser nach Rostock, dies ermöglichte auch breiteren Schiffen die Zufahrt. Die Mittelmole wurde als Fährbahnhof nach Dänemark stark ausgebaut und es entstand, durch die Stadt Rostock finanziert, die Bahnhofsbrücke über den Alten Strom, um den Bahnhof mit dem Ort zu verbinden. Konstruiert als Drehbrücke, konnten auch größere Schiffe das Bauwerk im geöffneten Zustand passieren.
Chronologie

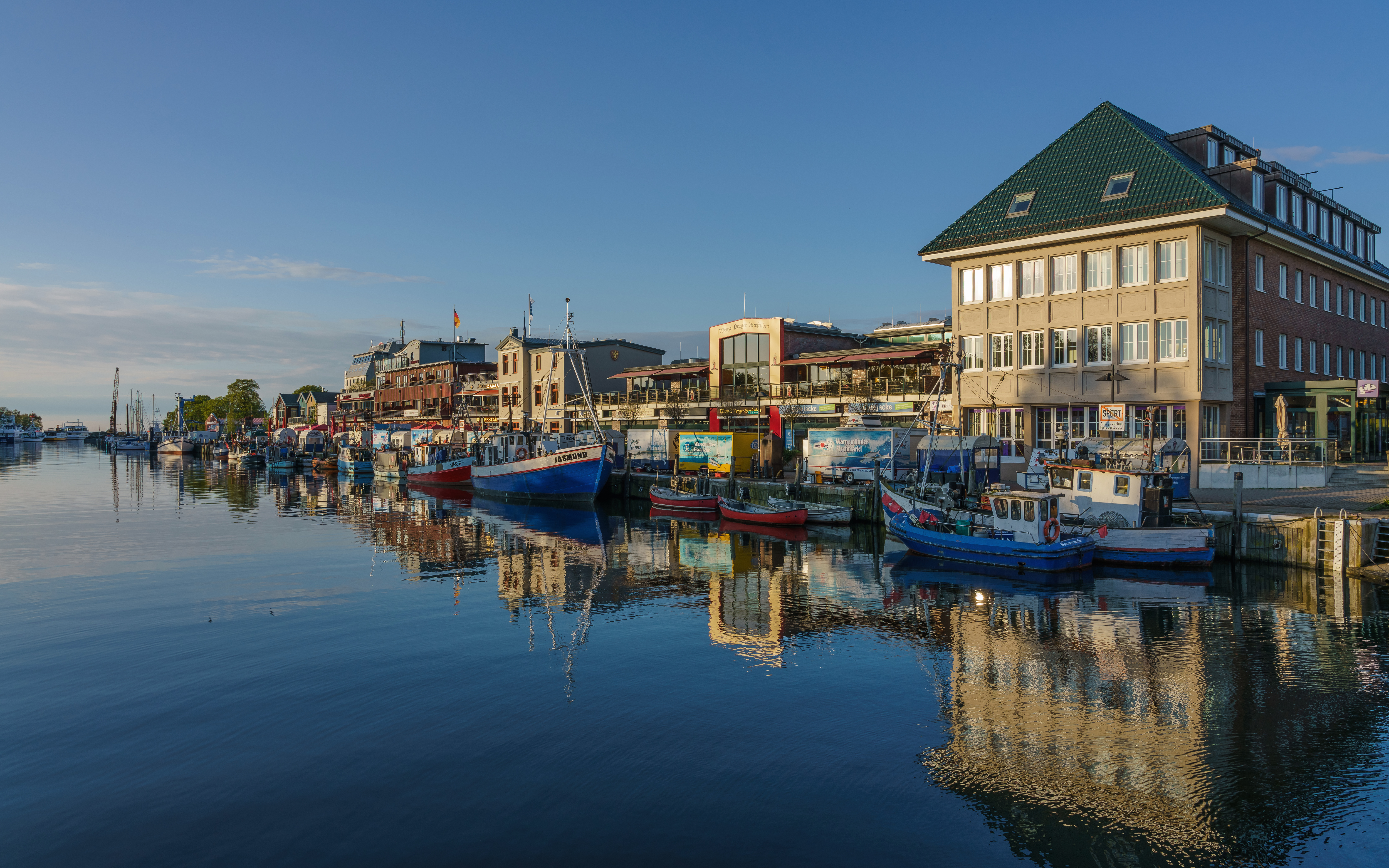
Blick auf den Alten Strom

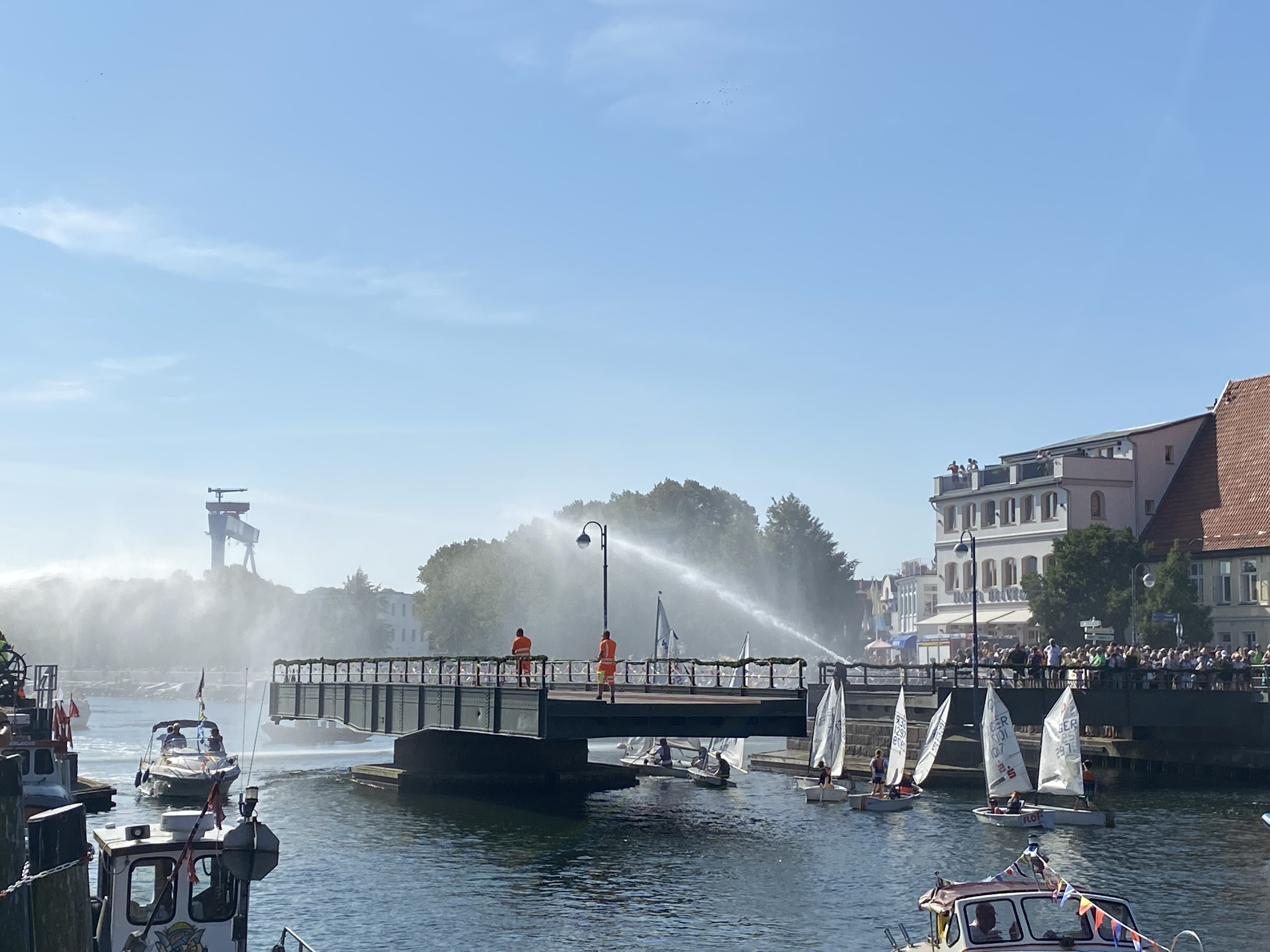
Geöffnete Bahnhofsbrücke (9. September 2023)

- Fertigstellung und Inbetriebnahme 1903
- Drehung für passierenden Schiffsverkehr bis 1940 möglich, danach Drehen durch Lagerschäden nicht mehr möglich
- 1991 komplette Rekonstruktion aller Brückenteile – Drehmechanismus wieder funktionstüchtig
- am 7. August 2000 rammt ein Fahrgastschiff mit technischem Defekt die Brücke und zerstört bei der Havarie den Königszapfen, das „Herzstück“ der Drehbrückenkonstruktion
- 2004/2005 erfolgt eine aufwändige Reparatur der Schäden und der Einbau eines neuen, gusseisernen Königszapfens
- 2010 Erneuerung der Beplankung der seitlichen Laufstege
- 2011 umfangreiche Sanierung (Korrosionsschutzarbeiten, Erneuerung aller Eichenbohlen der Mittelfahrbahn) – Kosten ca. 260.000 Euro

Heutzutage wird das Drehen der Brücke für den Schiffsverkehr nicht mehr genutzt. Lediglich zu bestimmten Anlässen, wie etwa dem jährlichen „Warnemünder Stromerwachen“, wird sie als kleines Schauspiel unter den Augen der Warnemünder Einwohner und Gäste in Betrieb gesetzt.
Die Brücke mit Straßenmusikanten und Kleinkünstlern gilt als touristisches Wahrzeichen und beliebtes Fotomotiv sowie als Liebesbrücke.

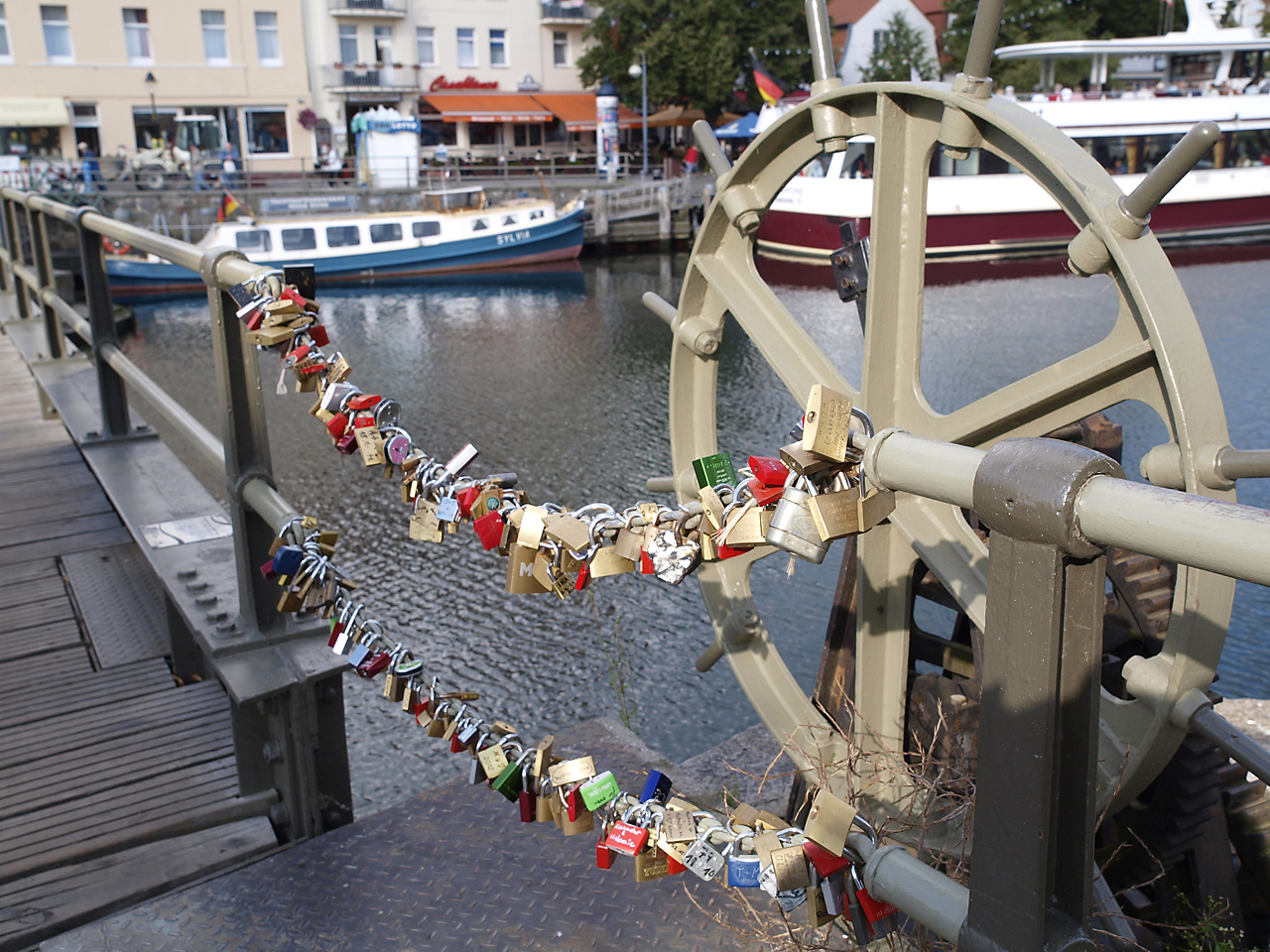
Brückendrehrad mit Liebesschlössern

## Technische Daten
- Länge gesamt: 42 Meter
- Spannweite: 29,5 Meter
- Breite: 7,10 Meter
- Gewicht: 80 Tonnen
- Material: Stahl mit Eichenbohlenbelag
- Drehpunkt: Königsstuhl auf Mittelpfeiler
- Lagerung: Endlager auf Lagerblöcken
- Antrieb: Manuell!